# 1915年臺灣
|        | 臺灣歷史 \| 台灣歷史年表 |
| 世纪： | 19世纪臺灣 \| 20世纪臺灣 \| 21世纪臺灣 |
| 年代： | 1880年代臺灣 \| 1890年代臺灣 \| 1900年代臺灣 \| 1910年代臺灣 \| 1920年代臺灣 \| 1930年代臺灣 \| 1940年代臺灣                                           |
| 年份： | 1910年臺灣 \| 1911年臺灣 \| 1912年臺灣 \| 1913年臺灣 \| 1914年臺灣 \| 1915年臺灣 \| 1916年臺灣 \| 1917年臺灣 \| 1918年臺灣 \| 1919年臺灣 \| 1920年臺灣 |
| 纪年： | 乙卯年（兔年）、日本大正4年 |

1915年臺灣發生了西來庵事件。

## 政府

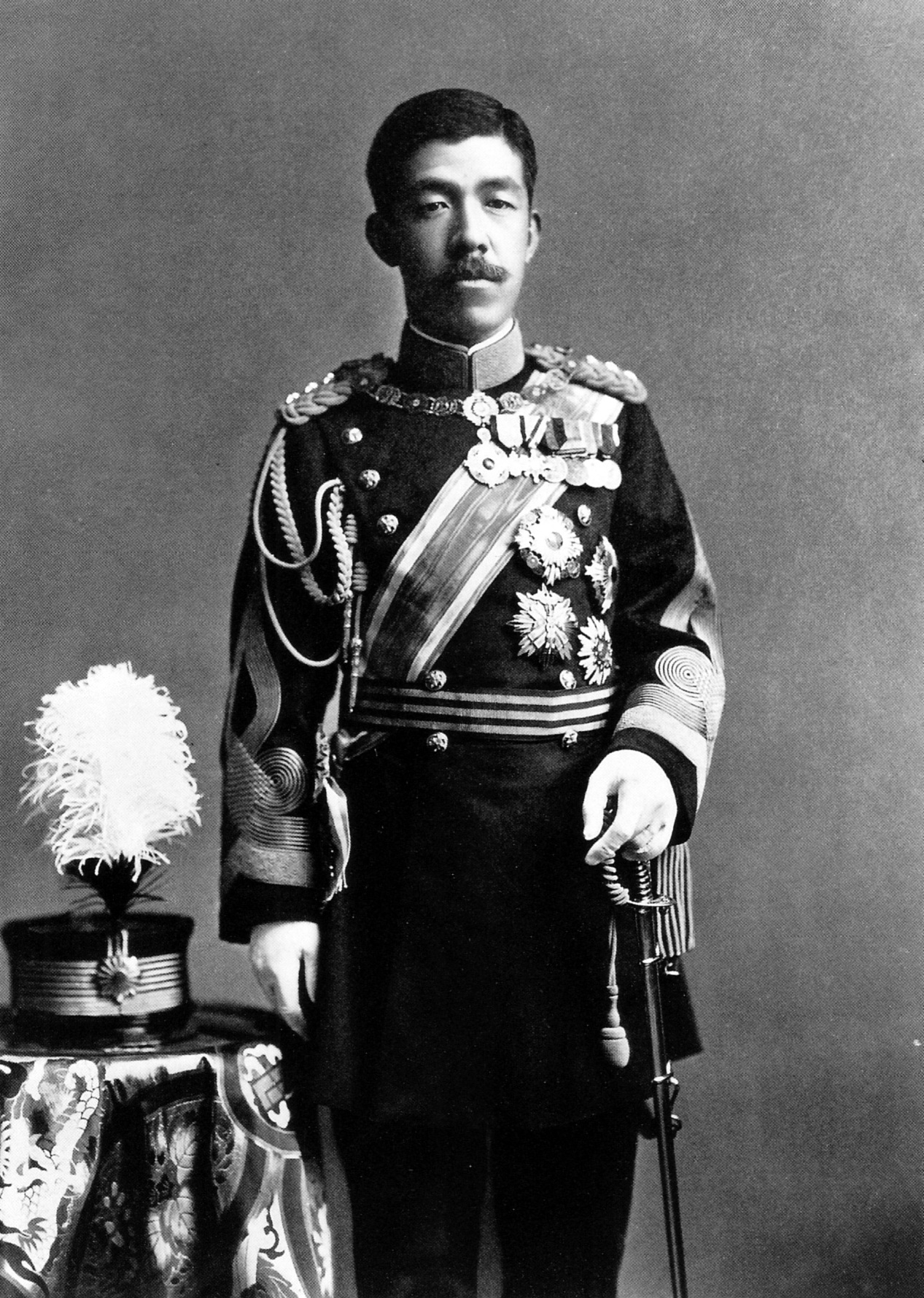
天皇：大正天皇
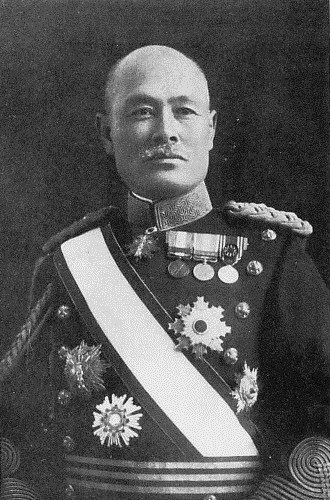
臺灣總督：安東貞美
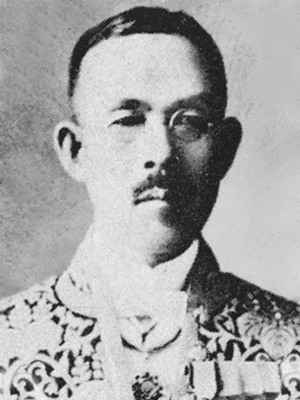
民政長官：下村宏

### 成員變動

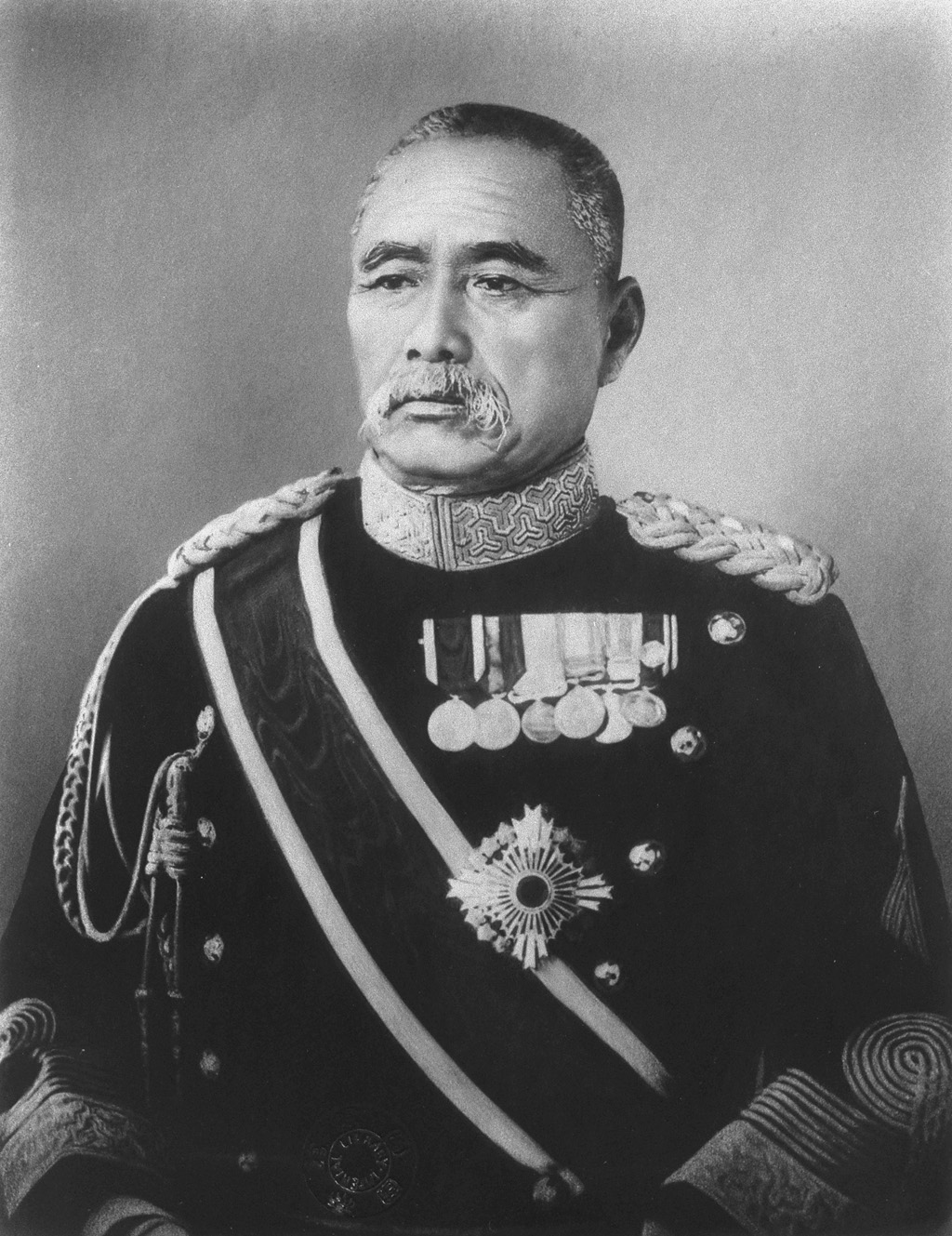
臺灣總督：佐久間左馬太（逝世）
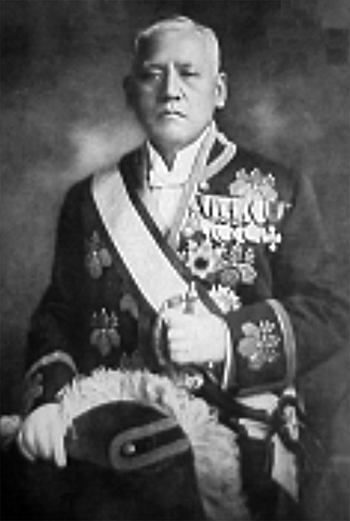
民政長官：內田嘉吉（辭職）

## 大事記
- 1月26日——臺灣總督府解散臺灣同化會[1]:195。
- 2月3日——公布〈中學校官制〉[1]:195。
- 5月1日——安東貞美就任第六任臺灣總督。
- 8月3日——西來庵事件爆發。[2]:250
- 10月20日——下村宏就任臺灣總督府民政長官。
- 時間不明 -- 台中中學校由林獻堂設立

## 出生
- 2月26日——呂安德，建築師、政治人物。曾任澎湖縣縣長，為澎湖縣首位民選的澎湖縣籍縣長。（1992年逝世）
- 5月2日——林衡道，出身板橋林家，曾任臺灣省文獻會主任委員，有「臺灣古蹟仙」之美譽。出生於日本東京。（1997年逝世）
- 11月9日——黃紀男，台灣獨立運動參與者。白色恐怖時期多次遭國民黨政府入獄。（2003年逝世）
- 11月21日——陳武璋，企業家、政治人物。曾任高雄市市長。（1984年逝世）
- 12月4日——李鎮源，藥理學家、台灣獨立運動參與者。以蛇毒研究聞名，中央研究院院士。（2001年逝世）
- 12月15日——鍾理和，客家籍作家。代表作《笠山農場》。（1960年逝世）
- 12月24日——鍾浩東，客家社會運動參與者、中國共產黨黨員。戰後在白色恐怖時期被國民黨政府處決。（1950年逝世）

## 逝世
- 9月23日——余清芳，台灣抗日運動領導人。西來庵事件領導人，被絞死。（1879年出生）
- 9月23日——蘇有志，台灣抗日運動領導人。西來庵事件參與者，被絞死。（1863年出生）